# 298-as busz (Budapest)
A budapesti 298-as jelzésű autóbusz Rákoscsaba vasútállomás és a Zimonyi utca között közlekedik. A csúcsidőszakokban (6 és 9 óra, valamint 14 és 19 óra között) fix menetrenddel, egyéb időszakban telebusz rendszerben, csak igény esetén indul. Jelenleg a 298-as a legmagasabb viszonylatszámú, Budapesti Közlekedési Zrt. által üzemeltetett nappali járat Budapesten.

## Története
A járat 2014. október 6-ától közlekedik. 2024. február 5-én útvonala az Edző utca – Nemesbük utca – Nagyszentmiklósi utca szakasszal egészült ki, megállóhelyei kis mértékben módosultak.

## Útvonala
| Zimonyi utca felé |
| Rákoscsaba vasútállomás vá. – Rákoscsaba utca – Zrínyi utca – Szigetcsép utca – Edző utca – Nemesbük utca – Nagyszentmiklósi utca – Szigetcsép utca – Csongrád utca – Zimonyi utca vá. |
| Rákoscsaba vasútállomás felé |
| Zimonyi utca vá. – Csongrád utca – Debercsényi utca – Nagyszentmiklós utca – Szigetcsép utca – Zrínyi utca – Rákoscsaba utca – Rákoscsaba vasútállomás vá.                             |

## Megállóhelyei
| 0 | Rákoscsaba vasútállomás végállomás | 7 | 98, 176E, 198, 269, 275 482, 504 S80 |
| 2 | Csaba vezér tér                    | 6 | 161, 161E, 169E, 202E, 269           |
| 3 | Alsódabas utca                     | 4 | 161, 161E, 162, 169E, 202E, 262      |
| 4 | Rés utca                           | 3 |                                      |
| 4 | Sport tér                          | 2 |                                      |
| ∫ | Enying utca                        | 1 |                                      |
| 5 | Peregi út                          | ∫ |                                      |
| 6 | Nemesbük utca                      | ∫ |                                      |
| 6 | Földeák utca                       | ∫ |                                      |
| 7 | Nagyszentmiklósi út                | 1 |                                      |
| 8 | Szárazhegy köz                     | ∫ |                                      |
| 9 | Zimonyi utca végállomás            | 0 |                                      |